# Вібратор (секс)

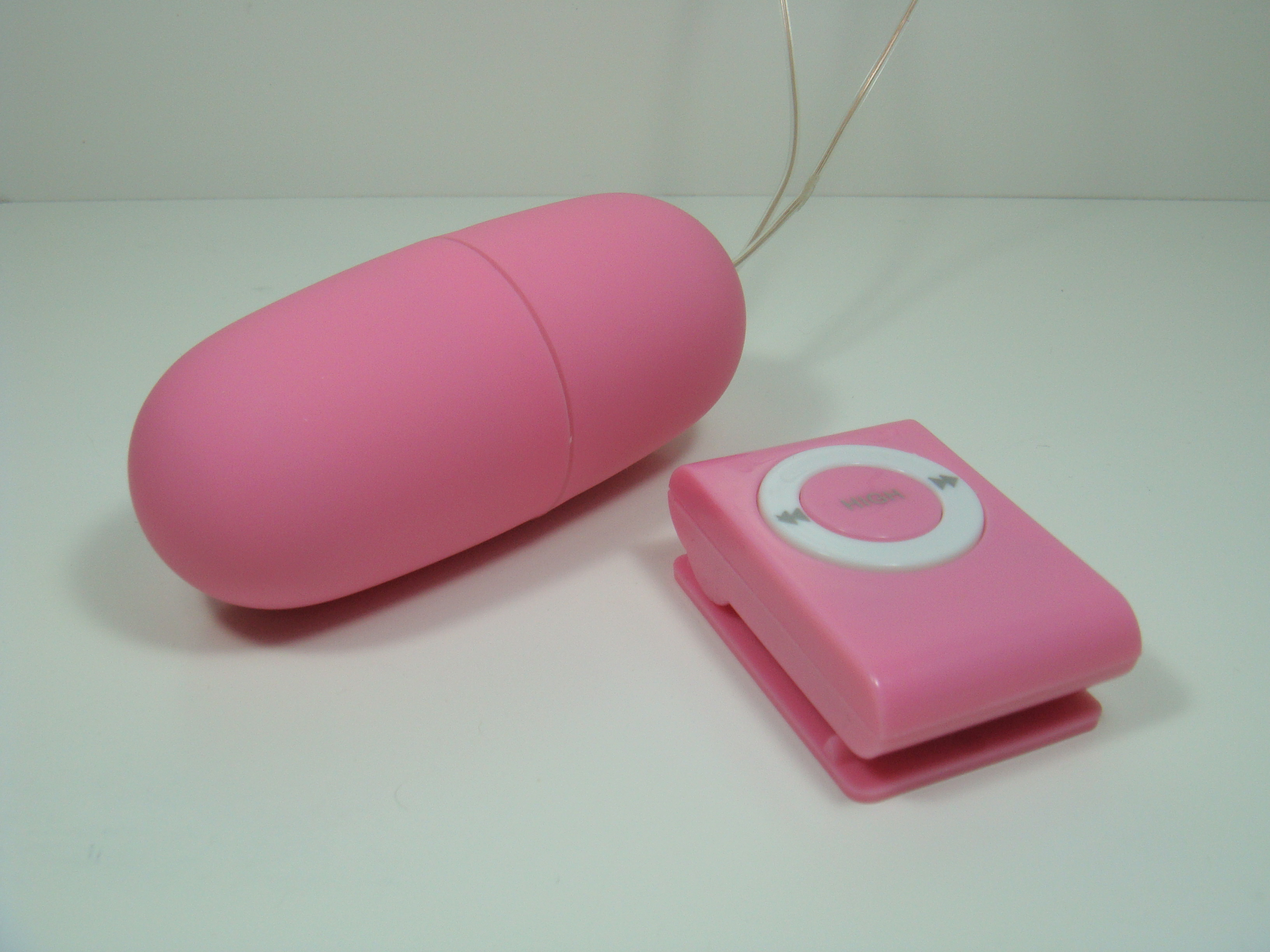
Вагінальне віброяйце з пультовим керуванням

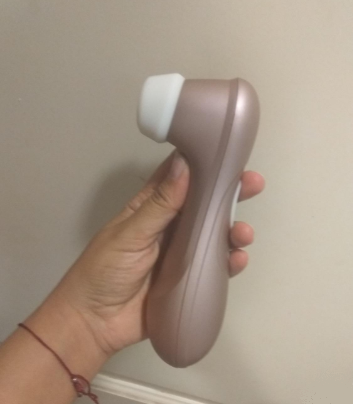
Вакуумний вібратор-присоска для клітора

Вібра́тор — сексуальна іграшка у вигляді електромеханічного масажера для сексуальної стимуляції. Використовуються і для мастурбації, і в коїтусі. Існує багато різних моделей, які використовують для масажу ерогенних зон, таких як клітор, вульва, соски, вагіна, пеніс, простата, мошонка, анус. Дія заснована на резонансі з частотою м'язових скорочень тазових органів при оргазмі. Принцип дії вібратора для жіночого оргазму полягає у непрямій стимуляції структур клітора, прихованих у глибині тіла (тіла, ніжок та цибулин) через вагіну чи анус, а також прямої стимуляції голівки клітора у вульві.
Розроблено 5 видів вібраторів: кліторальні, вагінальні, анальні, комбіновані й накладні вібратори (для сосків). Вібратори у вигляді пеніса можуть вважатися різновидом фалоімітатора. Зазвичай вібратори продаються в секс-шопах. Вібратори можуть рекомендуватися лікарями жінкам, які мають труднощі в досягненні оргазму при вагінальному сексі та мастурбації.

## Історія
Перший електричний вібратор був винайдений в XIX столітті як медичний прилад для зняття болю та лікування різних хвороб, зокрема, для полегшення праці лікарів, які активно використовували мастурбацію для лікування так званої «істерії» у жінок. Перше медичне застосування датується 1878 роком.
В 1869 році Джордж Тейлор запатентував винахід під назвою маніпулятор, що являв собою стаціонарний пристрій і приводився в дію паровим двигуном. Вібруючим поршнем пристрій «лікував» жінок від гінекологічних хвороб і гриж. Тейлор вказував, що процедуру необхідно проводити в присутності спеціаліста для уникнення «пустощів». В 1882 році британський лікар Джозеф Мортімер Гренвілль (англ. Joseph Mortimer Granville) винайшов електромеханічний вібратор, який не використовувався для сексу.
Поступово вібратор еволюціонував і змінився не тільки пристрій, а й призначення. У 1902 році був запатентований перший електричний вібратор, ставши п'ятим домашнім електроприладом, які зазнали електрифікації. В 1910 році Гамільтон Біч відкрив фабрику з виробництва речей для дому, серед яких випускався ручний вібратор. До 1920-х рр. вібратори продавалися абсолютно вільно, але після їх появи в порнофільмах ставлення до них змінилося. Відтоді їх продажем стали займатися спеціалізовані магазини «для дорослих». Хоча, наприклад, на Ібіці нині можна зустріти відкриту вітрину з вібраторами й фалоімітаторами в сувенірно-продуктовому магазині неподалік від каси.

## Види
Майже у всіх вібраторах вібрація створюється шляхом обертання ексцентрикової ваги електродвигуном на валу, але деякі використовують електромагнітні вібраційні котушки. Деякі вібратори продаються під назвою «масажер для тіла», хоча все ще можуть використовуватися для мастурбації. Деякі вібратори працюють від батарейок, а інші мають шнур живлення, який підключається до розетки. Чим більший вібратор, тим більше швидкостей і амплітуд вібрації він може мати. 

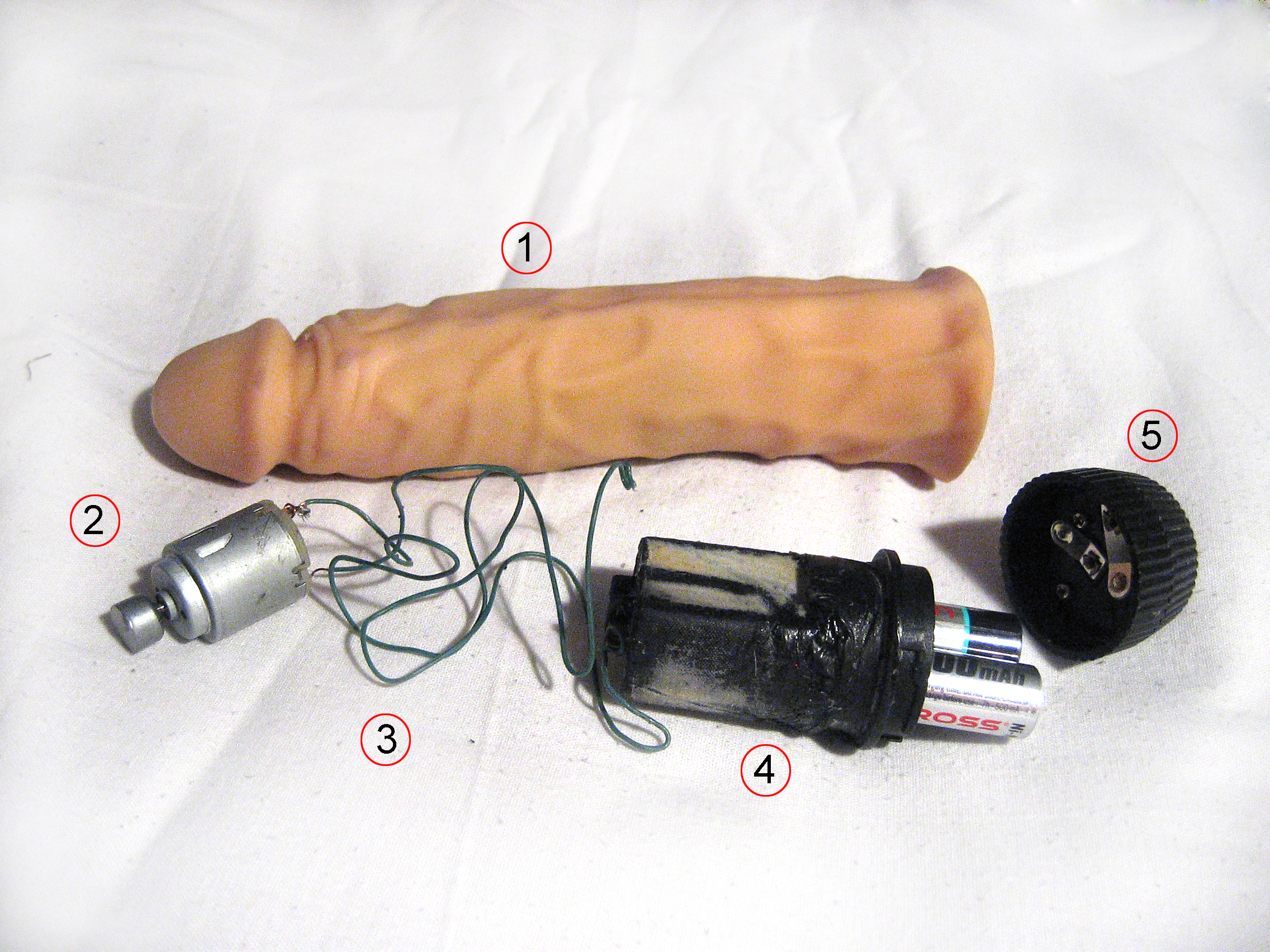
Реалістичний вібратор-фалоімітатор: 1 — корпус, 2 — електромотор з маховиком, зміщеним відносно осі обертання ротора, 3 — проводи, 4 — елементи живлення, 5 — кришка з вбудованим вимикачем і реостатом для регулювання сили вібрації (амплітуди, частоти)

Гнучкий універсальний вібратор

Виготовляються з пластику, силікону, латексу, гуми, вінілу, гелю, акрилу. Деякі люкс-брендові вібратори повністю вкриті медичним силіконом без оголення панелей керування чи швів. Хоча належне чищення потрібно всім секс-іграшкам, менша кількістю місць для розмноження бактерій знижує шанс інфікування. У той час, як деякі компанії продають значно більші фалоімітатори та вібратори, більшість, які продаються для вагінального або анального введення, виготовляються близькими до середнього розміру пеніса.
Деякі жінки використовують як вібратор мобільні телефони, електричні зубні щітки.
Існує широкий асортимент вібраторів, але більшість їх потрапляють у кілька широких категорій:
- Мікровібратори-напальчники для стимуляції сосків.
- «Метелик» для клітора: кріпиться бретельками навколо ніг і талії.
- Найпоширеніший тип кліторального вібратора — маленький яйцеподібної (або будь-якої іншої) форми зі шнуром, що йде до регулятора швидкості й блоку батарейок. Вібратор-яйце чи вібратор-куля: для введення та зовнішньої стимуляції бажаних зон.
- Вібратор-присоска для клітора працює як вакуумний всмоктувач: круглий м'який отвір із рукояткою, дуже популярний.
- «Замасковані» — невеликі вібратори у вигляді повсякденних предметів: губної помади, мобільних телефонів, сувеніри. Часто мають лише одну швидкість і батарейку.
- Кролик (Jack Rabbit) — роздвоєний ділдо з двома вібраторами для стимуляції водночас вагіни й голівки клітора (останній роздвоєний і за формою нагадує кролячі вуха). Популяризований серіалом Секс і місто в кінці 90-х рр.[8].
- Для точки G[en] (підходить для простати) — вібратор-фалоімітатор зі згином допереду і часто м'яким гелеподібним покриттям.

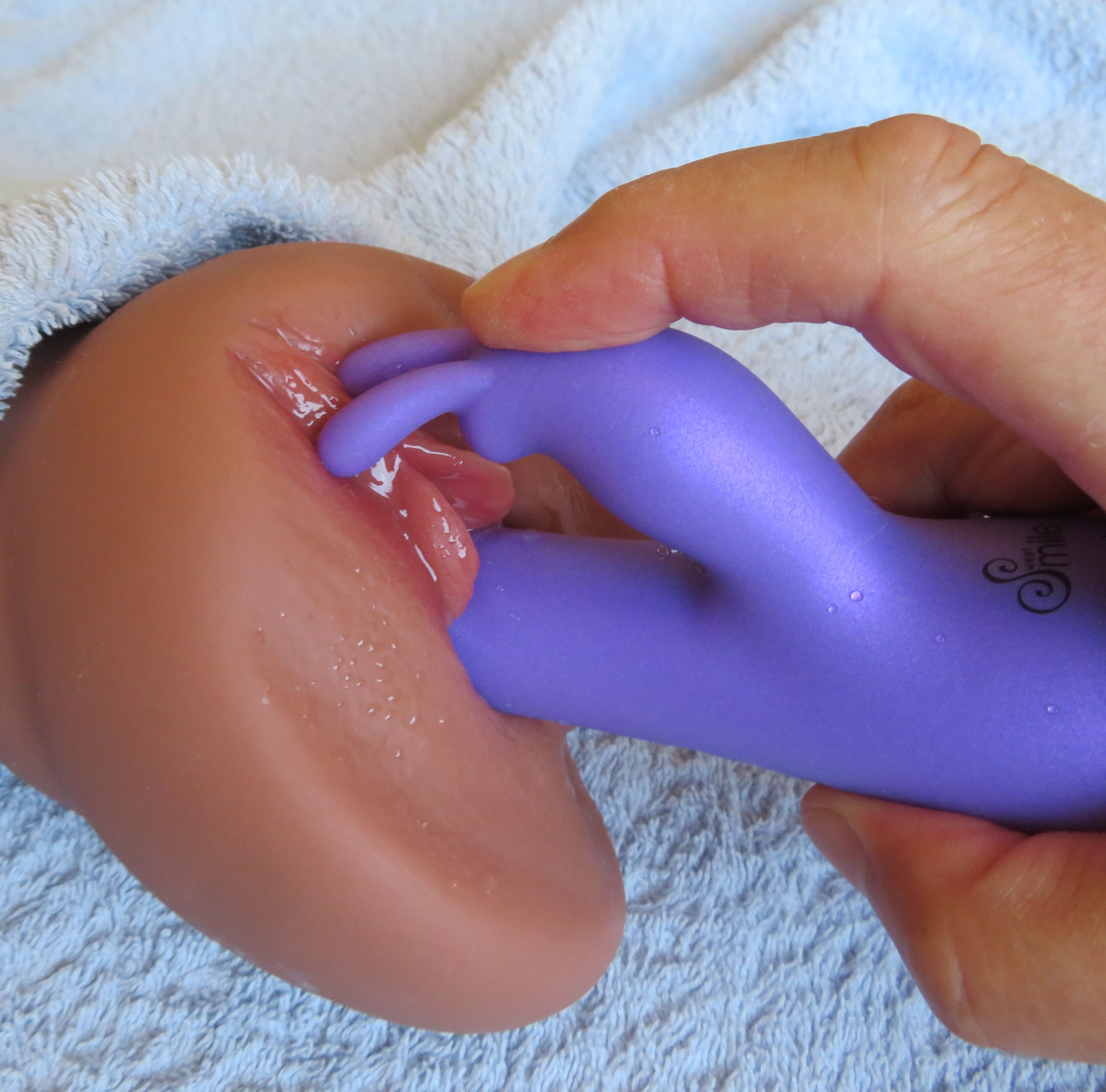
Використання вібратора "кролик"

- Використання вібратора "кролик"Гнучкі: гнуться під різними кутами для адаптації до форми тіла та експериментування з функціями.
- Кліторальні потужні wand-вібратори[9][10] у вигляді циліндра, що стимулюють як голівку клітора, так і тіло клітора (точку G) різними швидкостями та інтенсивністю вібрації. Зазвичай на батарейках, деякі можна використовувати у воді.
- Подвійні: для двох людей водночас, наприклад, у вигляді довгого желеподібного фалоімітатора-«черв'яка».
- Потрійні: для стимуляції трьох ерогенних зон одночасно чи незалежно: вагіни/клітора/ануса або ануса/промежини/мошонки.
- Програмовані й дистанційно керовані вібратори: можна носити всередині й на геніталіях з попередньо заданою програмою. Так, «Little Rooster» з таймером будить вібрацією, спочатку легкою, а потім з наростаючою потужністю[11].
- Розумні вібратори з Bluetooth-керуванням через Інтернет, синхронізованою з мультимедія-контентом вібрацією, програмовані вібрації через мобільні додатки. Першим розумним вібратором був краудфандинговий проєкт Vibease.
- Вібруючі фалоімітатори (наслідують форму і розмір пеніса)[12]: бувають двосторонніми (для вагіни та ануса).
- Водонепроникні (втім, більшість занурювати у воду не можна): для використання, наприклад, в душі. Потрібен лубрикант на водній основі.
- Вібруюче ерекційне кільце кріпіться на пеніс для кращої стимуляції клітора під час коїтусу.
- Pocket rocket: мінівібратори в формі циліндра, схожі на кишеньковий ліхтарик близько 12 см. Для стимуляції клітора і сосків, не для внутрішнього введення. Одна швидкість, досить шумний.
- Анальні вібратори: мають розширену основу або довгу рукоятку, щоб не допустити їх застрягання в прямій кишці. Їх рекомендують використовувати зі значно кількістю лубриканту і вводити дуже обережно, щоб уникнути пошкоджень слизової оболонки ануса.

Вібратори різних видів
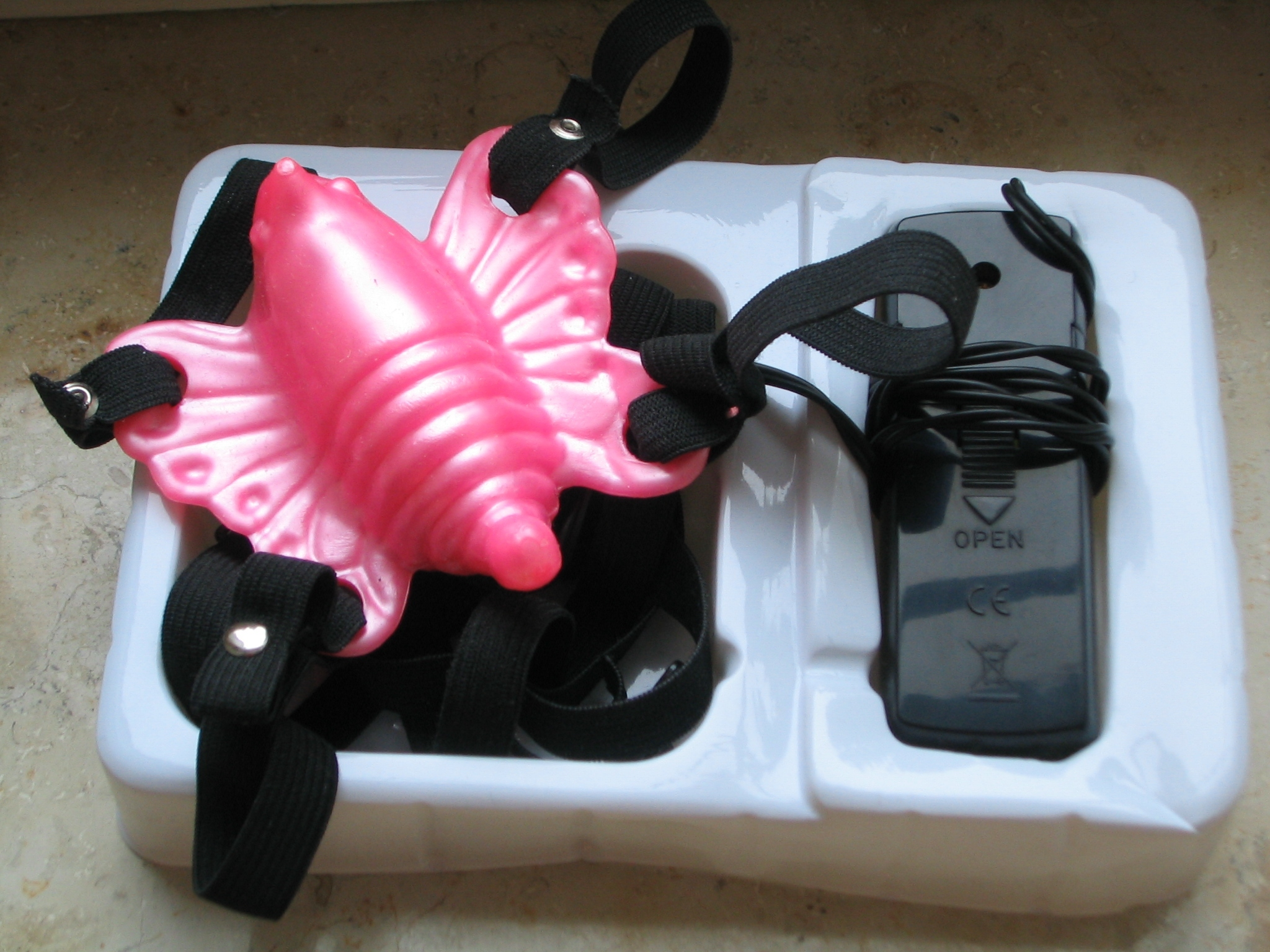
Кліторальний вібратор-метелик на лямках та з пультом
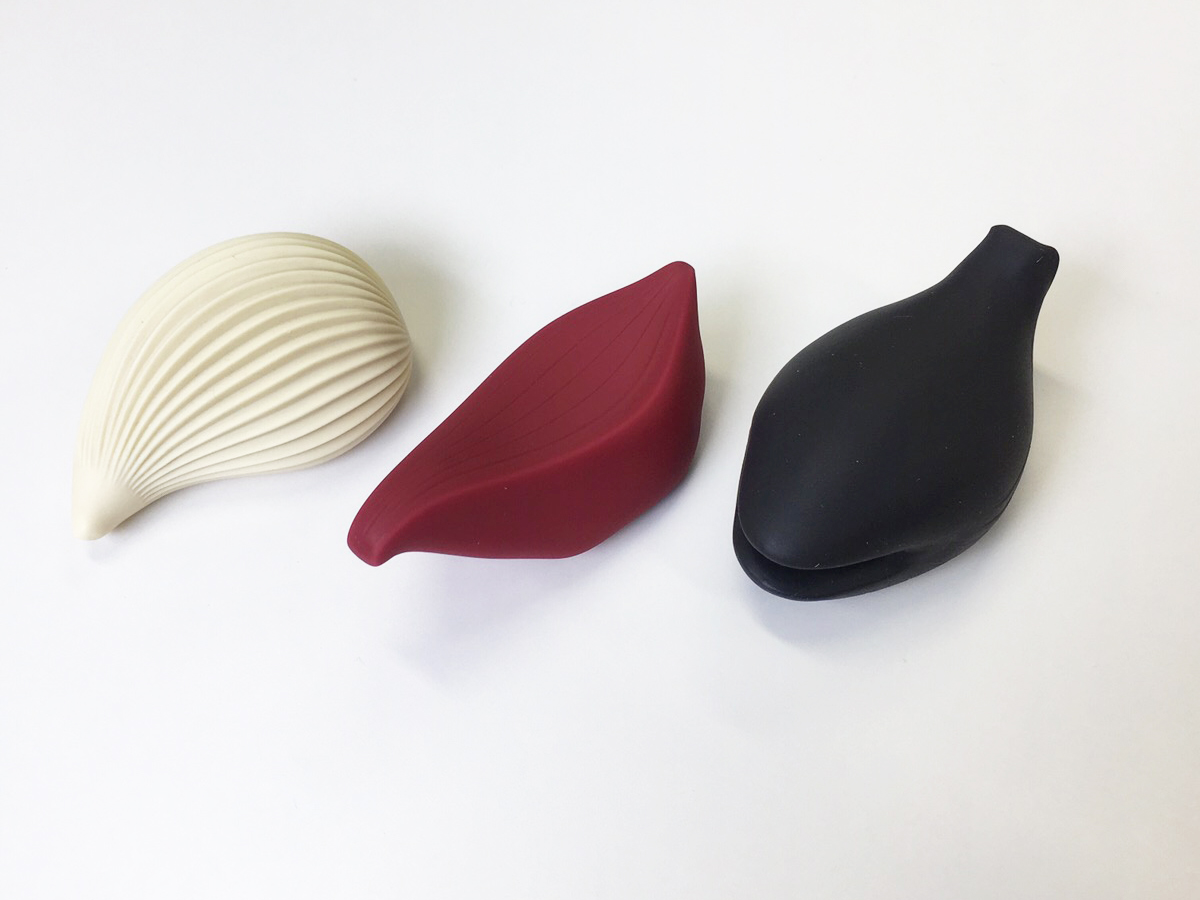
Вібратори японського виробництва
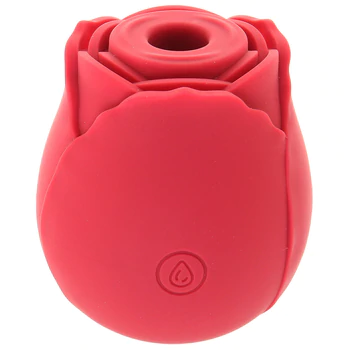
Вакуумний вібратор для клітора, стилізований під троянду
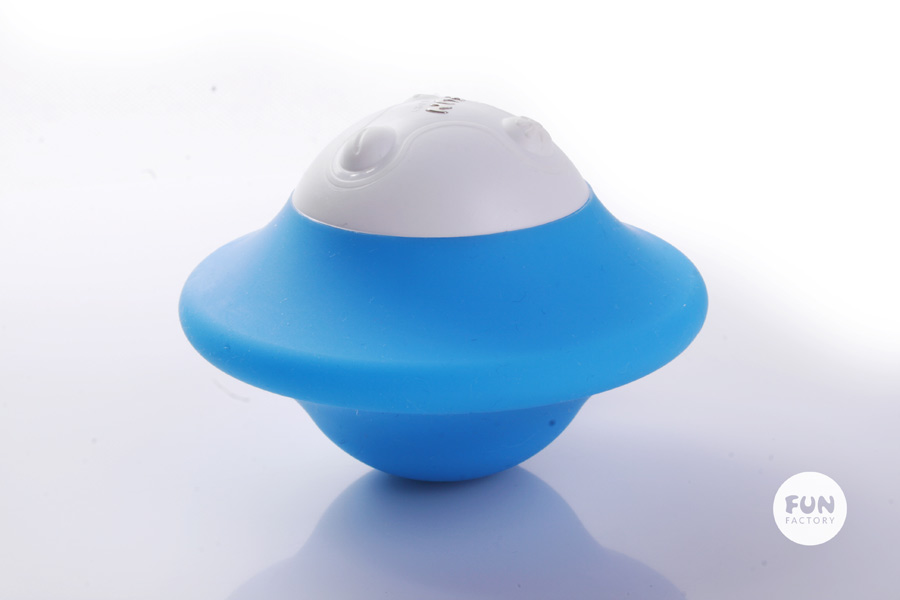
Міні-мастурбатор клітора та сосків
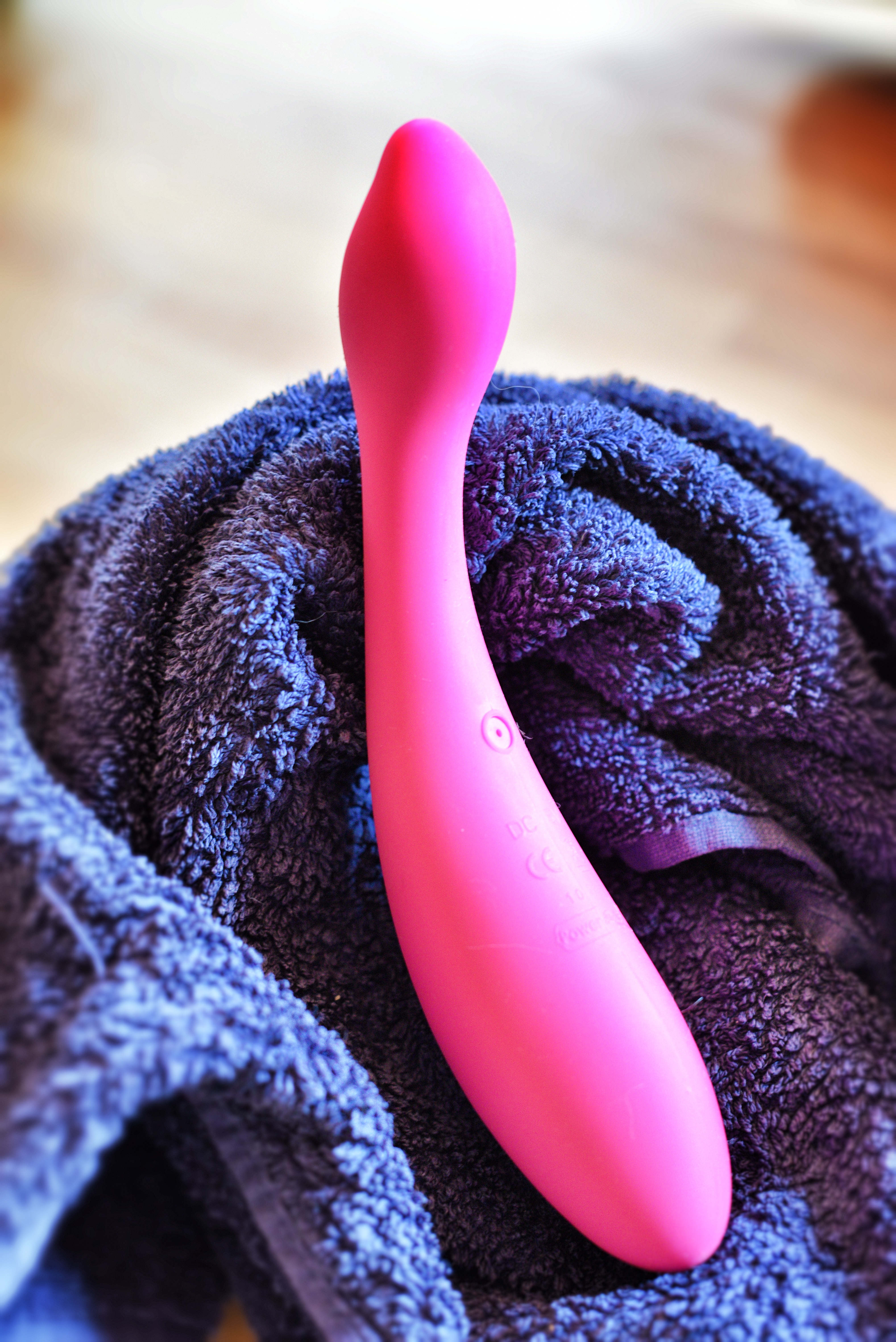
Вагінально-кліторальний вібратор "Мовчазний лебідь"
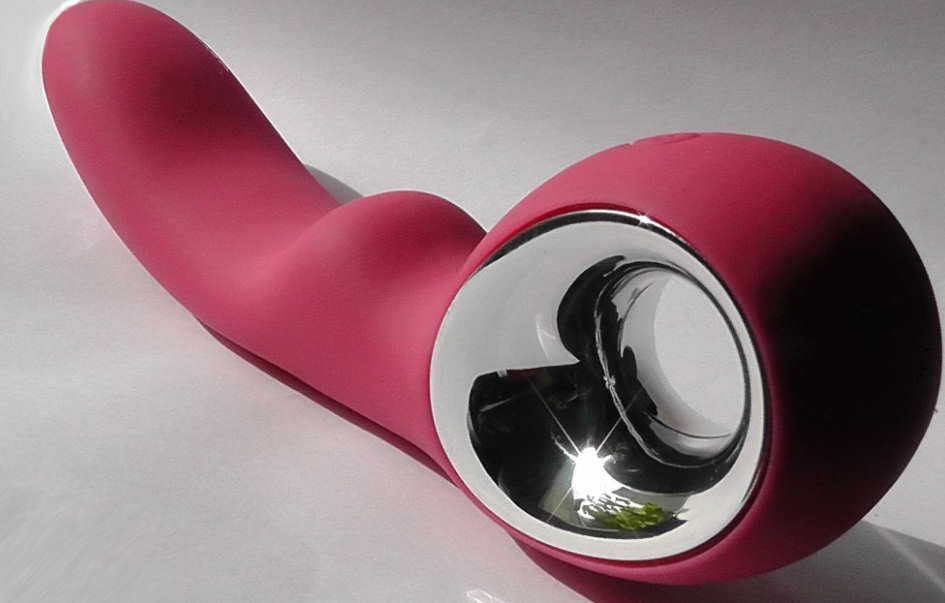
Вагінально-кліторальний vip вібратор з ручкою
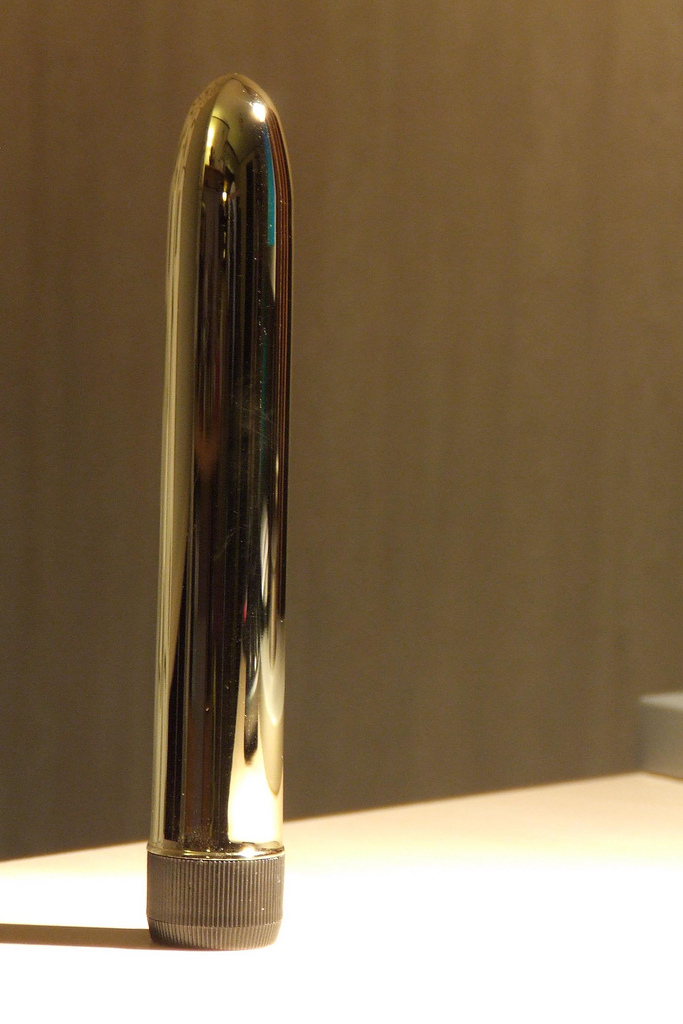
Вібратор-фалоімітатор з автономним живленням
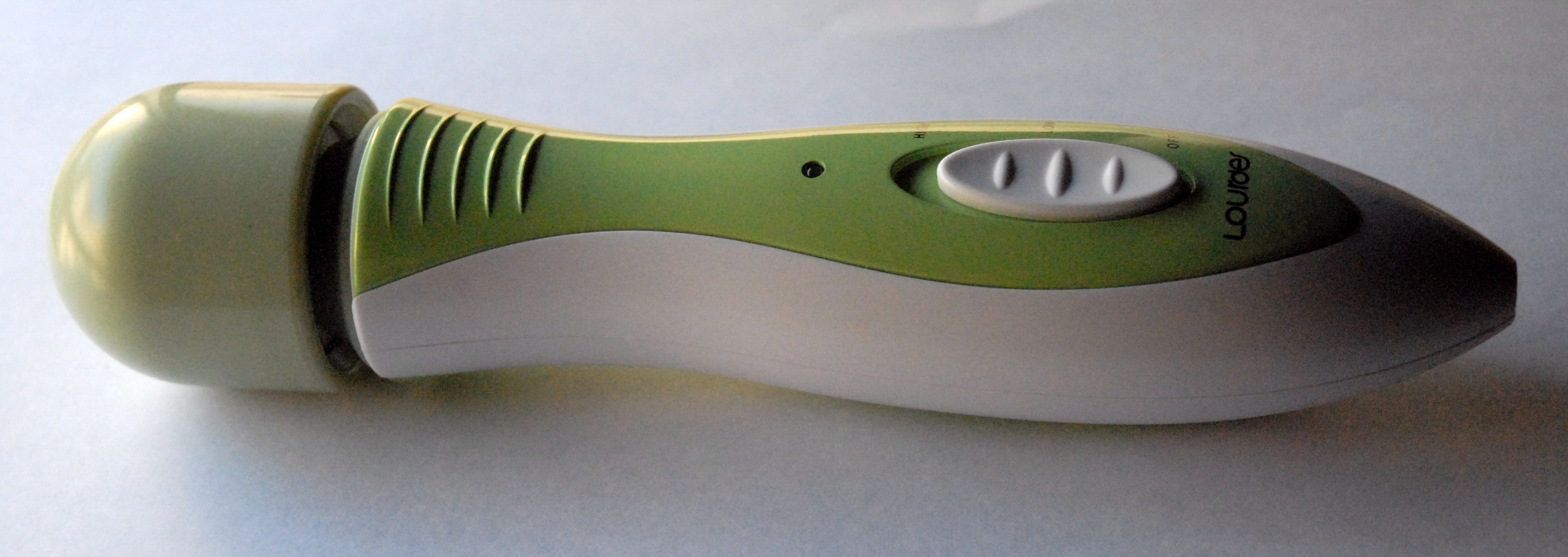
Вібратор-масажер типу wond (лише зовнішній, у вагіну не вводиться)
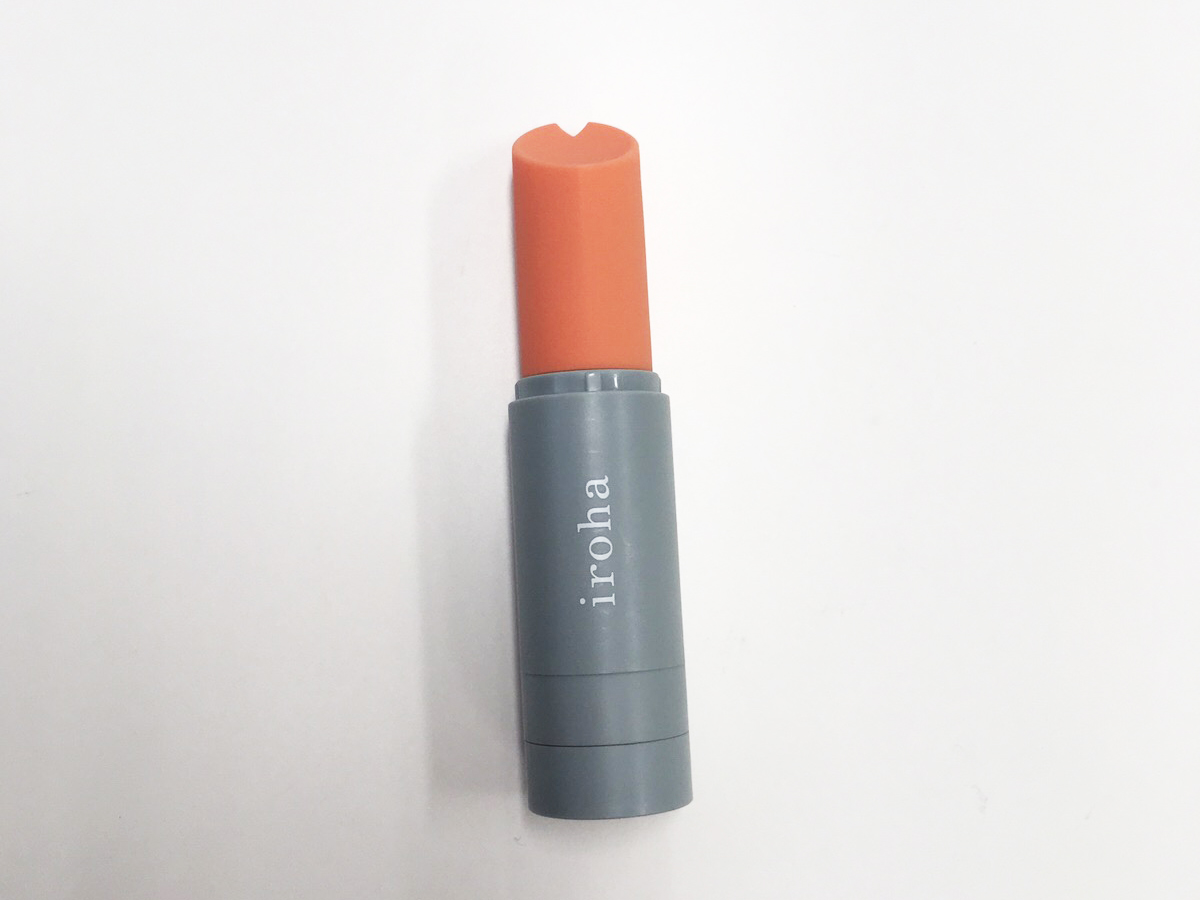
Анальний міні-вібратор, замаскований під губну помаду
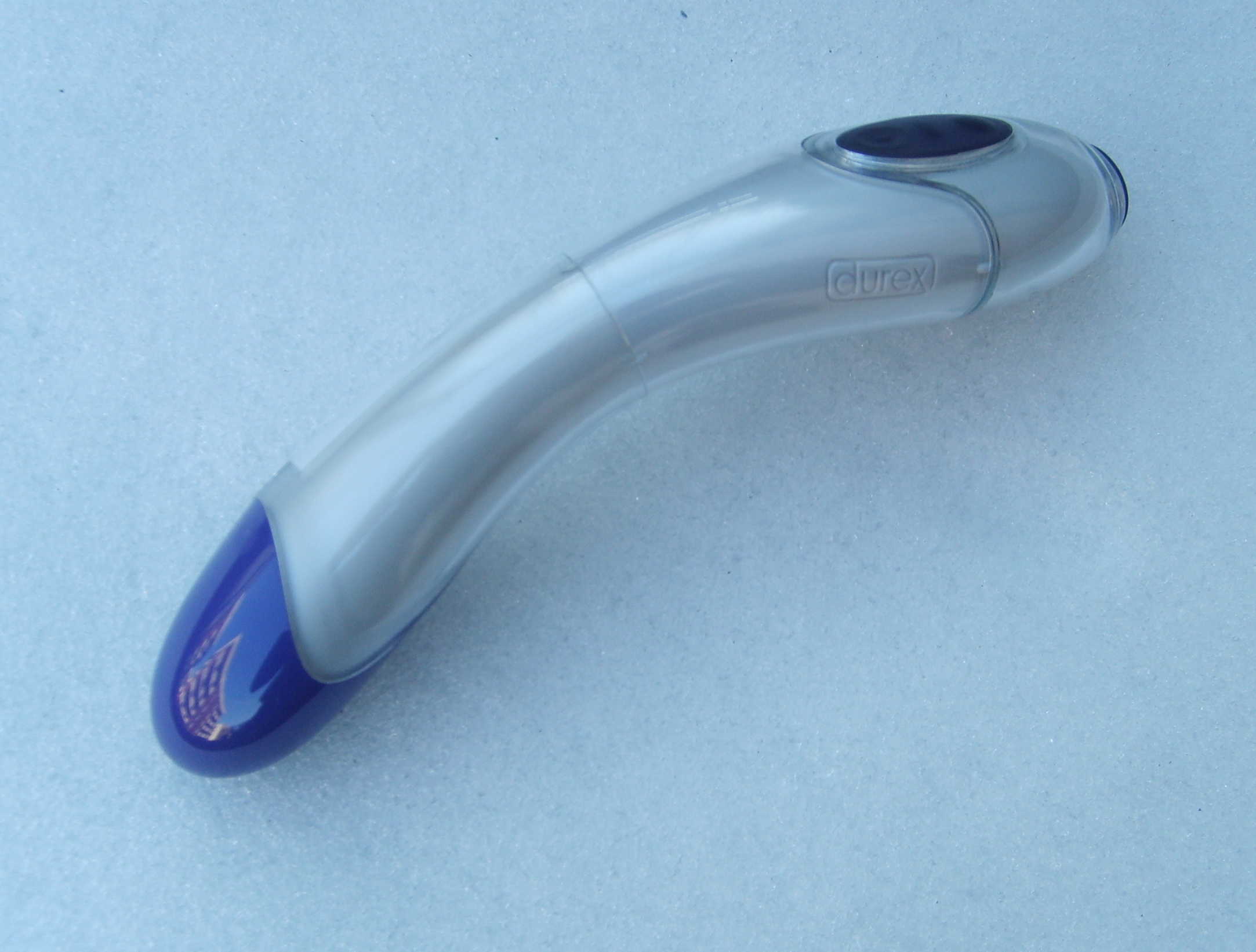
Вагінальний вібратор-фалоімітатор
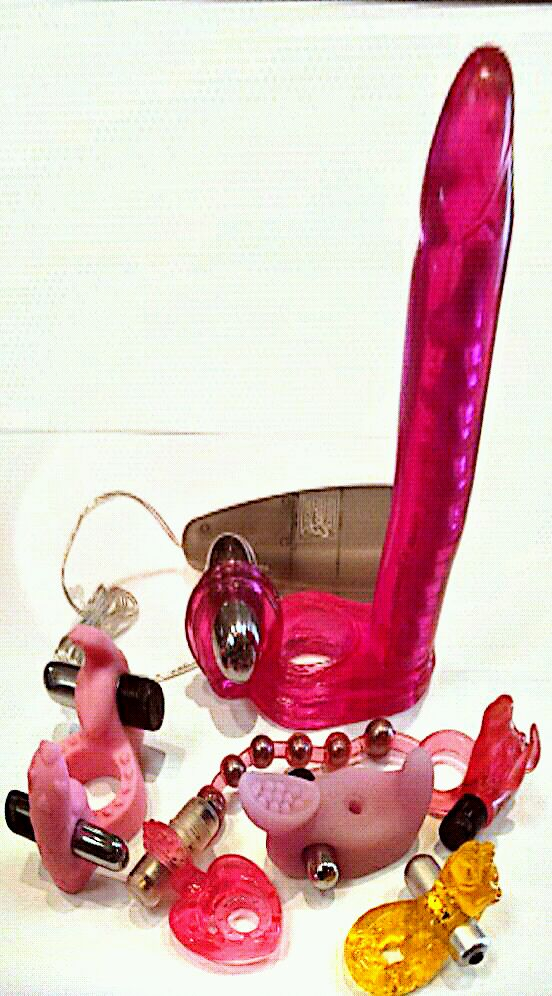
Віброкільця для клітора на пеніс
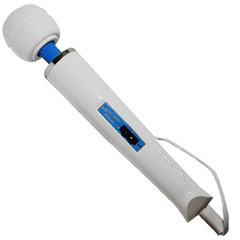
Класичний вібратор-масажер Magic Wand
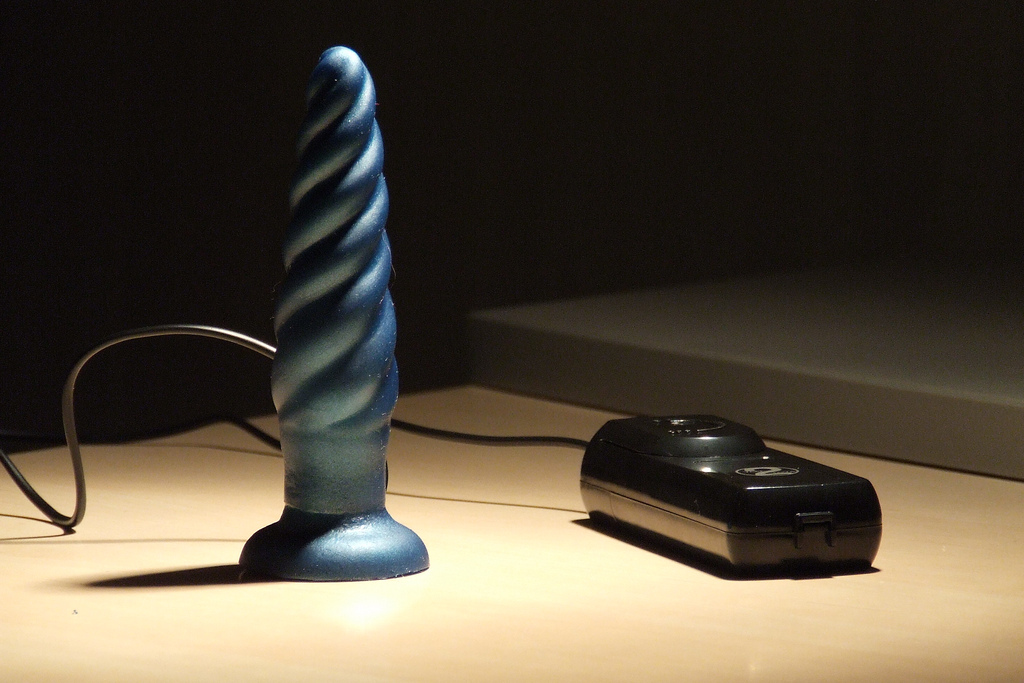
Анальний вібратор унісекс